# Gaultheria pumila
Gaultheria pumila là một loài thực vật có hoa trong họ Thạch nam. Loài này được (L.f.) D.J.Middleton mô tả khoa học đầu tiên năm 1990.

## Hình ảnh

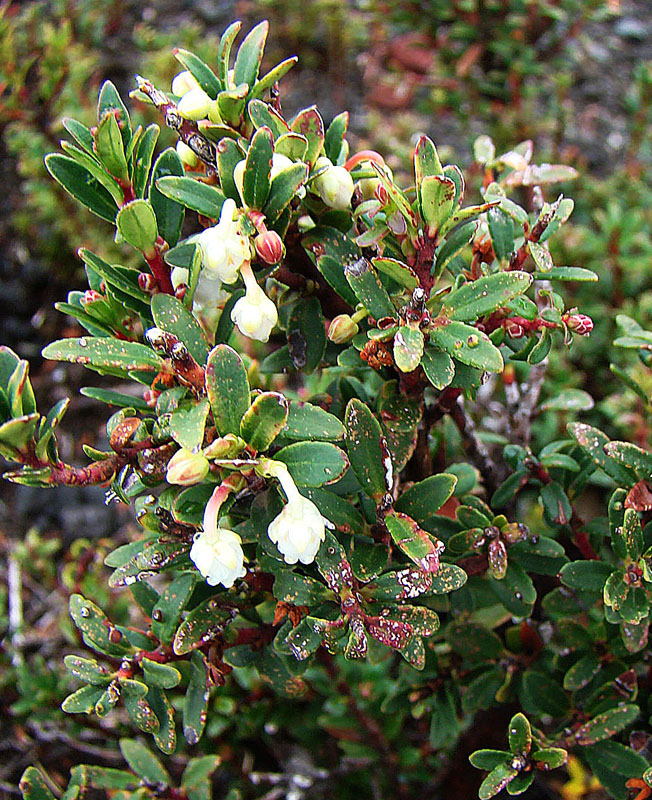
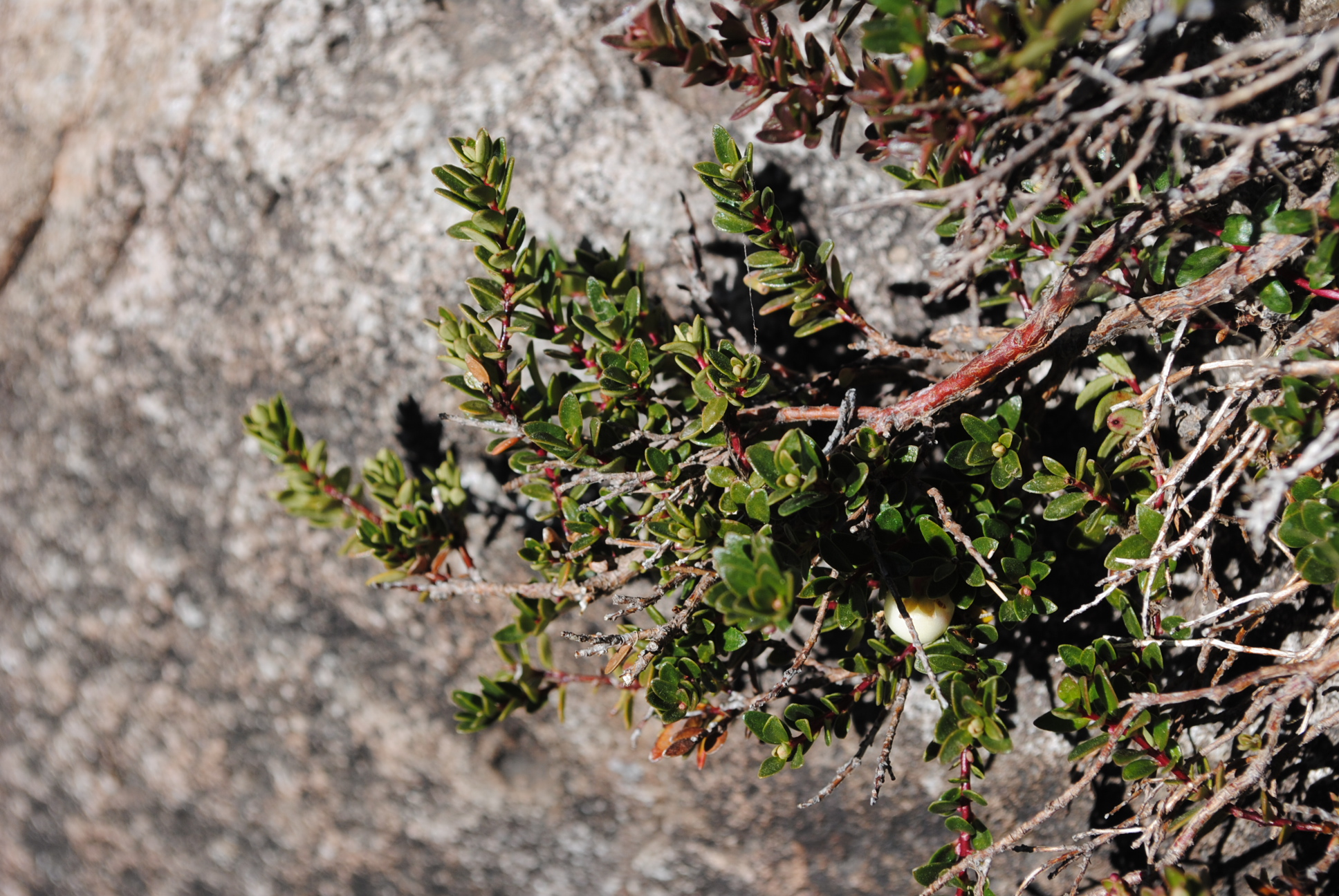